# 蒂莫西·梅隆
蒂莫西·梅隆（1942年7月22日—）是一位美国富商，共和黨的重要资助者，也是美国银行家，曾任美国财政部长的安德鲁·威廉·梅隆的孙子。